# خط ۱ قطار تندرو بریتانیا
خط ۱ قطار تندرو بریتانیا (به انگلیسی: High Speed 1) یکی از خطوط اصلی راه‌آهن در کشور بریتانیا است.
این خط که طول آن ۱۰۸ کیلومتر است از نوع قطار تندرو بوده و از لندن شروع شده و در تونل مانش به پایان میرسد.

## ایستگاه‌ها
- ایستگاه راه‌آهن بین‌المللی اشفورد
- ایستگاه راه‌آهن بین‌المللی ابسفلیت
- ایستگاه راه‌آهن سنت پنکراس
- ایستگاه بین‌المللی استراتفورد